# Skovskolen
Skovskolen er en afdeling under Institut for Geovidenskab og Naturforvaltning ved Københavns Universitet. Skovskolen holder til på to matrikler: Skovskolen i Nødebo og Skovskolen Eldrupgård i Auning på Djursland.
Da Skovskolen blev oprettet i 1948, var det som en selvstændig uddannelsesinstitution, der skulle ruste skovens arbejdere til nye tider. Dansk skovbrug skulle være et konkurrencedygtigt erhverv og ny teknologi – først og fremmest motorsaven – skulle introduceres til skovarbejderne.
Skovskolen gik i begyndelsen under navnet Skovarbejderskolen og fik til huse i gamle træbarakker ved Kagerup i Nordsjælland. På kurser af fire ugers varighed lærte eleverne, der ofte havde mange års erfaring med arbejde i skoven, at håndtere den nye tids teknologi.
Siden har Skovskolen gennemgået en rivende udvikling. I 1963 flyttede Skovskolen til den nuværende lokalitet i Nødebo og over årene er skolen vokset, så den i dag uddanner både, skov- og naturteknikere, urbane landskabsingeniører, natur- og kulturformidlere og skov- og landskabsingeniører. Derudover står Skovskolen for efteruddannelsesaktiviteter for hele skovsektoren, ligesom den lægger lokaler til kurser og konferencer for det private erhvervsliv. I 2018 var der 90 ansatte, 450 studerende og 350 elever, foruden 1000 kursister.
Hovedbygningen i Nødebo er den gamle, stråtækte skovridergård Skovfryd, mens de øvrige bygninger på Skovskolen løbende er blevet opført i harmoni med den omgivende skov. De mange lave bebyggelser giver Skovskolen et præg af landsbymiljø.
Danmarks fjerdestørste skov, Gribskov, ligger som nabo til Skovskolen, og den bruges til aktiviteter i forbindelse med uddannelserne, og en af Danmarks største søer, Esrum Sø, ligger ligeledes tæt ved. Med de store universitetsfusioner i 2007 blev Skovskolen en del af Det Biovidenskabelige Fakultet, der igen med fakultetsfusionen pr. 1. januar 2012 blev en del af Det Natur- og Biovidenskabelige Fakultet ved Københavns Universitet.